# 林增平
林增平（1923年—1992年），曾用名效愚，男，江西萍乡人，中国历史学家，曾任中国史学会理事，第七届全国政协委员。